# United States v. Samuel Evans et al.
United States v. Samuel Evans et al., surnommé en anglais Brokers of Death' arms case (que l'on peut traduire par « Poursuite contre les armes des marchands de la mort »), est un procès tenu aux États-Unis dans les années 1980 portant sur un envoi d'armes avorté, d'une valeur de 2,5 milliards US$, vers l'Iran.
Selon le Los Angeles Times, dans un article de 1986, c'est « la poursuite la plus importante jamais engagée par le département de la Justice des États-Unis  dans une affaire de conspiration d'armes »,.
La poursuite (accusations déposées en mai 1986, suivies d'une enquête de quatre mois) est abandonnée en janvier 1989 lorsque le bureau du procureur a déclaré son incapacité à prouver que les défendeurs ne croyaient pas que leur entente serait officiellement entérinée. Dans le même temps, la Maison-Blanche négociait secrètement avec les Iraniens pour vendre des armes, opération qui appartient à ce qui sera appelé l'affaire Iran-Contra. Des indices laissent croire que les défendeurs savaient que des tractations de cette nature étaient en cours.

### Citations originales
1. ↑  (en) « the largest arms conspiracy prosecution ever brought by the Justice Department »